# Polychronicon
|  | Sammenskrivningsforslag Artiklen Julian Luxford er foreslået føjet ind i Polychronicon. (Siden april 2021) Diskutér forslaget |

Polychronicon er en krønike fra 1340, skrevet af benektinermunken Ranulf Higdon. Dens fulde navn er Ranuiphi Castrensis, cognomine Higdon, Polychronicon (sive Historia Polycratica) ab initio mundi usque ad mortem regis Edwardi III in septem libros dispositum.
Krøniken er delt i syv bøger som en ydmyg imitation af skabelsens syv dage. Krøniken er oprindeligt skrevet på latin, men blev oversat til engelsk af John af Trevisa i 1387 og udgivet på print af Caxton i 1482.
Der findes et eksemplar på Etons elitekostskoles bibliotek i Storbritannien.
I 1460 skrev en britisk munk et notat i bogens margen, der kan datere Robin Hood til Edvard 1. af Englands tid.